# بي إل زد-45
بي إل زد-45 هو مدفع ذاتي الحركة 155 ملم تصميم زيزي سو، والتي طورتها نورينكو ومعهد بكين للتكنولوجيا في 1990 في لسوق التصدير.وهو يستند إلى هيكل "Type 89"
يتم استخدام مدفع ذاتي الحركة بي إل زد-45 من قبل جيش التحرير الشعبي الصيني، الجيش الوطني الشعبي الجزائري ، الجيش الكويتي والجيش العربي السعودي.

## تصميم

### التسلح
تشغلها طاقم من خمسة (قائد، مدفعي، واثنين من ملقم بندقية، وسائق)، وسلحت بي إل زد-45 ،مدفع رئيسي عيار 155 ملم، مع ملقم شبه التلقائي والتحكم كهربائيا وهيدروليكيا.
وتشمل الأسلحة الثانوية على بندقية رشاشة ثقيلة W85 ومجموعتين من أربعة براميل دخان، وقاذفات قنابلة يدوية على جانب البرج .
يتم تخزين الذخيرة في الجزء الخلفي من البرج. ما مجموعه 30 طلقة لمدفع هاوتزر، و 480 طلقة للمدفع الرشاش . تدرج 24 طلقة مدفع الهاوتزر في أداة تحميل و6 جولات على الجانب الأيمن تحت محمل.

### الدفع
بي إل زد-45 مدعوم من محرك دوتز ديزل 525 حصان ديزل تبريد الهواء، مما يعطي السرعة قصوى على الطرق 55 كم / ساعة (34 ميلا في الساعة).

## التاريخ التشغيلي
في عام 2015،الجيش السعودي استخدم بي إل زد-45 لقصف المتمردين الحوثيين في غرب اليمن خلال التدخل العسكري 2015 في اليمن. وهذه هي المرة الأولى التي يتم فيها استخدام بي إل زد-45 في القتال.

## مشغلون
- الصين

جيش التحرير الشعبي الصيني
- الجزائر

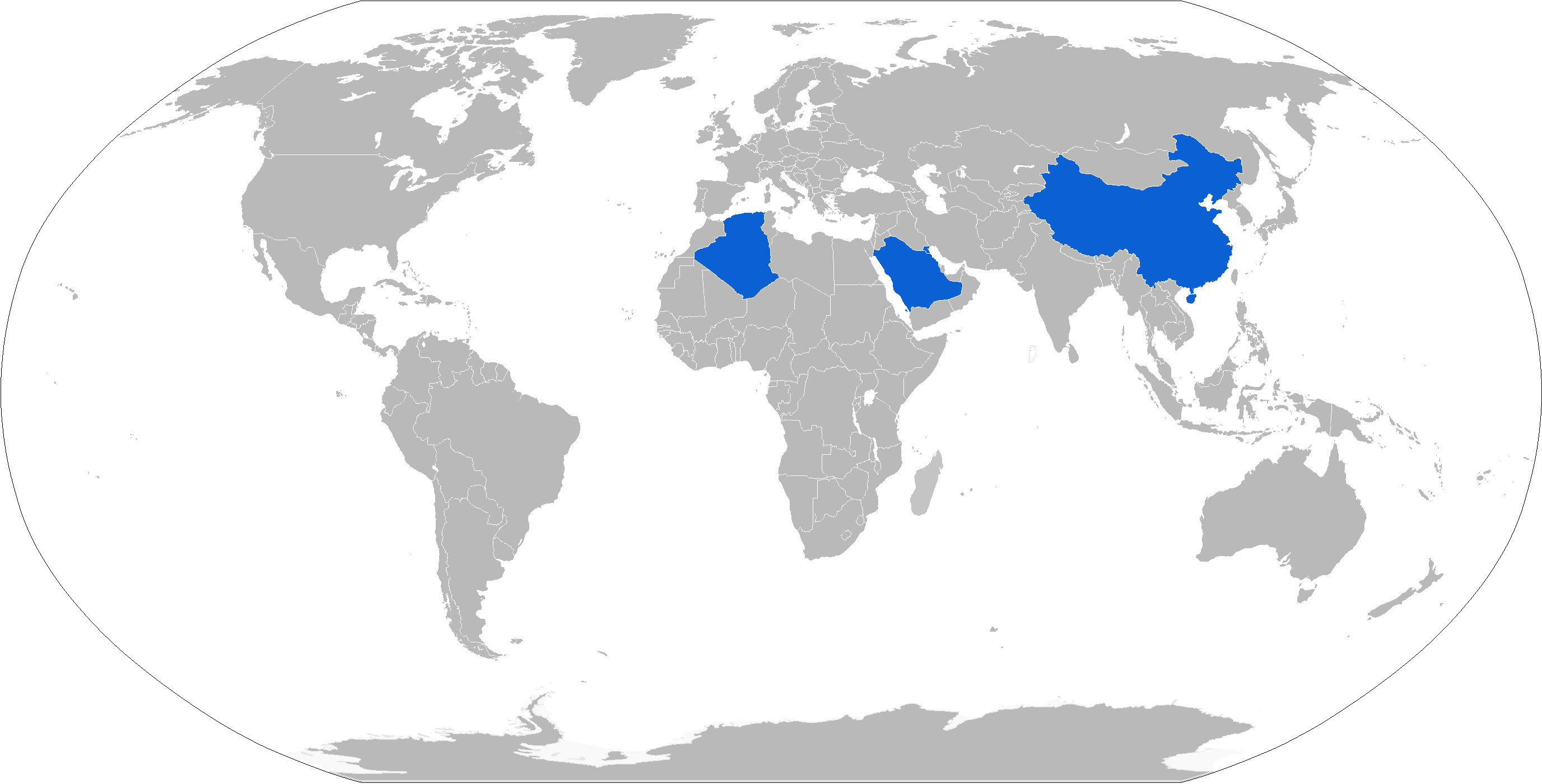
خريطة المشغلين بي إل زد-45 بالأزرق

الجيش الوطني الشعبي الجزائري:(50) تسليم بين ديسمبر 2010 ويناير 2014.
- السعودية

الجيش العربي السعودي:(54) في عام 2007.
- الكويت

الجيش الكويتي:(51)